# Хазлах им Кинцигтал
Хазлах им Кинцигтал (на немски: Haslach im Kinzigtal, на алемански: Haasle) е малък град със 7049 жители (към 31 декември 2017) в Шварцвалд в Баден-Вюртемберг, Германия.
Намира се на ок. 27 km югоизточно от Офенбург и 38 km североизточно от Фрайбург в Брайзгау. Разположен е на река Кинциг. За пръв път е споменат през 1240 г. През 1278 г. получава права на град. В Хазлах се намира капуцинския манастир Хазлах (1630 – 1823).
- Шварцвалд при Хазлах
- Кметството